# Nhóm ngôn ngữ Luo
Nhóm ngôn ngữ Luo, Lwo hoặc Lwoian được sử dụng bởi sắc tộc Luo trong một khu vực từ miền nam Sudan đến miền nam Kenya, với tiếng Luo kéo dài đến phía bắc Tanzania và tiếng Alur vào Cộng hòa Dân chủ Congo. Chúng tạo thành một trong hai nhánh của nhóm ngôn ngữ Tây Nin, nhánh còn lại là Dinka-Nuer. Các ngôn ngữ Nam Luo rất dễ thông hiểu lẫn nhau, và ngoài bản sắc dân tộc, chúng có thể được coi là một ngôn ngữ duy nhất.
Độ sâu thời gian của sự phân chia các ngôn ngữ Luo là vừa phải, có lẽ gần hai thiên niên kỷ. Sự phân chia trong cụm phương ngữ Nam Luo nông hơn đáng kể, có lẽ từ năm đến tám thế kỷ trước, phản ánh sự di cư do tác động của Hồi giáo Sudan.
- Nam (Uganda và các nước láng giềng) 
  - Adhola (Uganda)
  - Kumam (Uganda)
  - Luo-Acholi 
    - Dholuo (Luo Kavirondo) (Kenya, Tanzania)
    - Alurát Acholi 
      - Alur (Uganda, Cộng hòa Dân chủ Congo)
      - Lango-Acholi 
        - Lango (Uganda)
        - Acholi (Uganda, Nam Sudan)
- Bắc
  - Shilluk-collo (Nam Sudan)
  - Belanda Bor (Nam Sudan)
  - Thuri (Nam Sudan)
  - Nhóm ngôn ngữ Jur[3]
    - Jur (Nam Sudan)
    - Anuak (Nam Sudan, Ethiopia)
    - Päri (Nam Sudan)